# Eleição municipal de São Bento do Una em 2024
A eleição municipal da cidade São Bento do Una, estado de Pernambuco, ocorreu em 6 de outubro de 2024 em conformidade com calendário eleitoral brasileiro. Neste pleito, os eleitores escolheram o prefeito, vice-prefeito e os membros da Câmara Municipal para a gestão do município de 2025 a 2028.

## Contexto
O prefeito titular é Alexandre Batité, do MDB, que assumiu o cargo em 2021 após ganhar as eleições municipais em 2020 contra o indicado por sua antecessora e da qual foi vice-prefeito nas gestões de 2013-2016 e 2017-2020, agora deputada estadual, Débora Almeida. Nesta eleição o atual mandatário concorreu com o pai da deputada estadual Débora Almeida, o empresário Zé Almeida.

## Eleitorado
Nesta eleição, São Bento do Una contou com 37.543 pessoas aptas a votar, 73,23% dos 51.264 habitantes, conforme estimativa do IBGE. Houve abstenção de 7.841 eleitores.

## Candidaturas
| Nº | Candidato        | Partido | Vice         | Partido      | Coligação (partidos)                                                        | Notas |
| -- | ---------------- | ------- | ------------ | ------------ | --------------------------------------------------------------------------- | ----- |
| 15 | Alexandre Batité | MDB     | Paulo Renato | Republicanos | São Bento do Una no Coração (REPUBLICANOS / MDB / PSB / PL / SOLIDARIEDADE) | [ 1 ] |
| 45 | Zé Almeida       | PSDB    | Alípio Costa | PSD          | Juntos de Coração (PP / PODE / UNIÃO / PSD / Federação PSDB CIDADANIA)      | [ 2 ] |
|    |                  |         |              |              |                                                                             |       |

## Resultados

### Prefeito[3]
| Alexandre Batité (MDB)  | Paulo Renato (Republicanos) | 16.297 | 57,09% |
| Zé Almeida (PSDB)       | Alípio Costa (PSD)          | 12.247 | 42,91% |
| Total de votos apurados | Total de votos apurados     | 29.702 | 100%   |
| → Votos válidos         | → Votos válidos             | 28.544 | 96,10% |
| → Votos brancos         | → Votos brancos             | 379    | 1,28%  |
| → Votos nulos           | → Votos nulos               | 779    | 2,62%  |
| Total de votos          | Total de votos              | 29.702 | 100%   |
| → Total de votos        | → Total de votos            | 29.702 | 79,11% |
| → Abstenções            | → Abstenções                | 7.841  | 20,89% |
| Eleitores aptos a votar | Eleitores aptos a votar     | 37.543 | 100%   |

### Câmara Municipal[4]
Para a Câmara Municipal de São Bento do Una, foram eleitos 13 vereadores. A distribuição das cadeiras por partido foi:
- MDB - 5 vagas;
- PP - 3 vagas;
- PSDB -  3 vagas;
- PSB -  2 vagas.

| Nº | Candidato                         | Fotografia | Partido | Votos | Referêcias e notas |
| -- | --------------------------------- | ---------- | ------- | ----- | ------------------ |
| 1  | Bruno Braga                       |            | MDB     | 1.668 | [ 5 ]              |
| 2  | Léo da Ação Social                |            | MDB     | 1.518 | [ 6 ]              |
| 3  | Teminha                           |            | PP      | 1.438 | [ 7 ]              |
| 4  | André Valença                     |            | MDB     | 1.362 | [ 8 ]              |
| 5  | Nilton da Rádio                   |            | PSDB    | 1.348 | [ 9 ]              |
| 6  | Andréia de Rinaldo do Sto. Afonso |            | MDB     | 1.306 | [ 10 ]             |
| 7  | Neide do Hospital                 |            | MDB     | 1.162 | [ 11 ]             |
| 8  | Sidcley do Hospital               |            | PP      | 1.064 | [ 12 ]             |
| 9  | Avanildo Cavalcante               |            | PSDB    | 1.042 | [ 13 ]             |
| 10 | Diogo Professor                   |            | PP      | 1.007 | [ 14 ]             |
| 11 | Pezinho                           |            | PSB     | 975   | [ 15 ]             |
| 12 | Padre Fera Toré                   |            | PSB     | 776   | [ 16 ]             |
| 13 | Edson Toré                        |            | PSDB    | 741   | [ 17 ]             |